# Saw: Hra o přežití
Saw: Hra o přežití (angl. titul Saw) je americko-australský hororový mysteriózní psychothriller z roku 2004 natočený režisérem Jamesem Wanem. Film pojednává o dvou mužích, kteří se probudí uvěznění na neznámém místě a dozví se, že pro to, aby přežili, musí něco obětovat. Na vyřešení situace však mají časový limit.
Film vyrobilo a distribuovalo studio Lions Gate Entertainment spolu s Twisted Pictures s rozpočtem 1 200 000 USD a celosvětově vydělal 103 096 345 USD. Scénář k filmu napsal Leigh Whannell, který si ve filmu zahrál jednu z hlavních rolí a hudbu složil Charlie Clouser. Díky filmu byla rovněž vytvořena stejnojmenná počítačová hra.

## Děj
Fotograf Adam se probudil ve vaně s připoutaným kotníkem k potrubí spolu s onkologem Lawrencem Gordonem. Každý je v jiném rohu umývárny a mezi nimi leží mrtvola, která drží revolver a přehrávač. V kapsách mají obálky, ve kterých má každý kazetu a Lawrence ještě navíc malý klíček a peněženku. Adam získá přehrávač. Po přehrání se Adam dozví, že se musí z koupelny dostat pryč a Lawrence, že musí Adama zabít dřív, než bude šest hodin, nebo jeho manželka Allison, dcera Diana a on zemřou. Oba se pokusí klíčem z obálky odemknout pouta, ale bezvýsledně. Adam najde v záchodě sáček, v němž jsou dvě pily, kterými se snaží rozříznout řetězy, ale Adamova pila se zlomí. Lawrence pochopí, že pily nejsou určeny k přeříznutí řetězů, ale k uříznutí jejich nohou. Tuší, že za vším stojí Skládačkový vrah.
Flashbacky odhalují, že Lawrence, zatímco diskutuje o terminální rakovině mozku pacienta jménem John Kramer, byl osloven detektivy Davidem Tappem a Stevenem Singem, kteří našli jeho pero na scéně jedné z Jigsawových „her“. Lawrenceovi alibi ho očistili, ale souhlasil s tím, aby si poslechnul svědectví na heroinu dříve závislé, Amandy Youngové, jediného dosud známého přeživšího jedné z pastí Jigsawa, konkrétně obrácené pasti na medvědy. Amanda věří, že jí vrah pomohl.
Lawrence chce ukázat Adamovi fotografii sebe a své rodiny. Místo té fotografie je ale v peněžence jiná, která má ze zadní strany napsanou nápovědu. Stojí tam: "X označuje to místo. Někdy vidíš víc se zavřenýma očima." Adam si fotografii schová.
Ve stejný čas jsou Lawrenceova manželka Alison a dcera Diana drženy doma v zajetí Zepem, který sleduje skrytou kamerou Adama a Lawrence. Dům je současně sledován Tappem, který byl propuštěn z policie a stal se posedlý případem Skládačkového vraha. Stalo se to, když našli s kolegou úkryt Skládačky a ihned se tam rozjeli. Se Singem tam zatkli Skládačku a zachránili člověka před vrtací pastí. Skládačka však unikl poté, co rozsekl Tappovi hrdlo. Sing se za Skládačkou vydal, ale chytil se do pasti a byl zastřelen brokovnicí. Tapp, přesvědčený, že Lawrence je Skládačka, ho stále pronásledoval.
Lawrence si také vzpomene, že byl unesen z parkoviště, kde ho někdo před únosem fotografoval. Pak šel k autu, u kterého ho přepadnul nějaký člověk v prasečí masce.
Pak Adam pochopí vodítko napsané na fotce z peněženky. Řekne Lawrencovi, aby zhasnul. Odhalí se jim na zdi namalované písmeno X. Lawrence vezme pilu a párkrát do toho místa udeří. Najdou tam schránku, ke které pasuje klíč z Lawrencovy obálky. Uvnitř je mobil, který ale umí hovory jen přijímat, dvě cigarety, zapalovač a další nápověda.
On a Adam poté zahrají, že Adama zabil cigaretou namočenou do otrávené krve mrtvoly, ale plán selže, když Adam dostane elektrický šok přes řetěz na kotníku. Adam si potom rozvzpomene na svůj vlastní únos: ve svém obyváku našel loutku a byl napaden stejnou postavou s maskou prasete. Alison volá Lawrencovi a říká mu, aby nedůvěřoval Adamovi, který připouští, že byl placen za fotografování Lawrence, z nichž mnohé byly v tašce obsahující pily. Adam prozradí své znalosti o Lawrencově aféře s jedním z jeho studentů medicíny, kterého navštívil v noci, kdy byl unesen; odhalující, proč je Lawrence „testován“. Poté, co Adam popisuje muže, který ho najal, si Lawrence uvědomí, že to byl Tapp. Adam najde fotografii, kterou nefotografoval, muže, který zíral z okna Lawrenceova domu. Byl to Zep, pracovník z nemocnice. Když hodiny udeří šest, Zep se pohne, aby zabil Alison a Dianu.
Alison se osvobodí a bojuje proti Zepovi, aby získala jeho zbraň poté, co zavolá Lawrence. Zápas přitahuje Tappovu pozornost, zachrání Alison a Dianu a pronásleduje Zepa do podzemních chodeb, kde je po krátkém boji zastřelen do hrudi. Lawrence, který si je vědom pouze výstřelů a křiku, je šokován a ztrácí mobil. V zoufalství si odřízne nohu a vystřelí na Adama revolverem mrtvoly. Zep vstupuje do koupelny, aby zabil Lawrence podle pravidel, ale Adam ho nenadále ubije k smrti víkem od toaletní nádrže. Když se Lawrence vyplazil z místnosti, Adam prohledal Zepovo tělo a našel další kazetu a klíč, což ukazuje, že Zep byl další obětí, která dodržovala pravidla, aby získala protijed pro pomalu působící jed, který mu byl dán. Jak kazeta dohraje, mrtvola uprostřed místnosti se postaví a je odhaleno, že je John Kramer skutečný Skládačkový vrah. Když vstal, prozradil, že klíč k Adamově řetězu vytekl do odtoku vany. Zděšený Adam se pokouší zastřelit Johna pomocí Zepovy zbraně, ale John ho zasáhne elektřinou pomocí dálkového ovladače. Pak zhasne světla a řekne „Konec hry“, než zavře dveře a nechá tam Adama, aby zemřel.

## Výroba

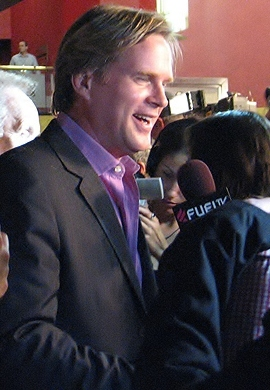
Cary Elwes, který ztvárnil jednu z hlavních rolí, Dr. Lawrence Gordona

### Obsazení
| Cary Elwes (český dabing: Jakub Saic)         | Dr. Lawrence Gordon  |
| Leigh Whannell (český dabing: Martin Sobotka) | Adam Faulkner        |
| Danny Glover (český dabing: Petr Oliva)       | detektiv Tapp        |
| Ken Leung (český dabing: Martin Stránský)     | detektiv Sing        |
| Michael Emerson (český dabing: Marek Libert)  | Zep                  |
| Tobin Bell (český dabing: Tomáš Racek)        | John Kramer (Jigsaw) |
| Monica Potter (český dabing: Zuzana Hykyšová) | Alison Gordonová     |
| Makenzie Vega                                 | Diana Gordonová      |
| Shawnee Smith                                 | Amanda Youngová      |
| Mike Butters                                  | Paul                 |
| Paul Gutrecht                                 | Mark                 |

### Scénář
Scénář napsal Leigh Whannell již v roce 2001, kde se jej snažili spolu s James Wanem udat. Pokus však byl neúspěšný, a tak odcestovali do Los Angeles, aby zainteresovali producenty pro natočení filmu. Nejprve však natočili krátkometrážní film Saw, jehož scénář byl vyjmut z původního scénáře. V krátkém snímku se Leigh Whannell ocitne s obrácenou medvědí pastí na hlavě (stejnou jaká byla použita na Amandu Youngovou) na neznámém místě a dozví se, že má minutu na to, aby získal klíč k zařízení, které má na hlavě. Klíč měl v žaludku muž, který ležel vedle a aby jej Leigh získal, musel se muži do žaludku prořezat nožem. Producentům se nápad zalíbil a dali Whannellovi a Wanovi peníze a za 18 dní byl film Saw: Hra o přežití kompletně dotočen.

### Hudba
Hudbu k filmu složil Charlie Clouser, který se na komponování hudby podílel ve všech filmech této série. Skladba jménem „Hello Zepp“ je použita na závěru všech filmů v sérii.
| Pořadí | Název                     | Délka |
| ------ | ------------------------- | ----- |
| 1.     | Sturm                     | 6:07  |
| 2.     | Hello, Adam               | 3:57  |
| 3.     | Bite The Hand That Bleeds | 4:01  |
| 4.     | Last I Heard              | 4:40  |
| 5.     | Action                    | 3:43  |
| 6.     | Reverse Beartrap          | 4:47  |
| 7.     | You Make Me Feel So Dead  | 3:49  |
| 8.     | X Marks The Spot          | 4:34  |
| 9.     | Wonderful World           | 5:00  |
| 10.    | Cigarette                 | 3:07  |
| 11.    | We're Out Of Time         | 3:48  |
| 12.    | F**k This Shit            | 4:09  |
| 13.    | Hello Zepp                | 3:00  |
| 14.    | Zepp Overature            | 2:38  |

## Úspěchy

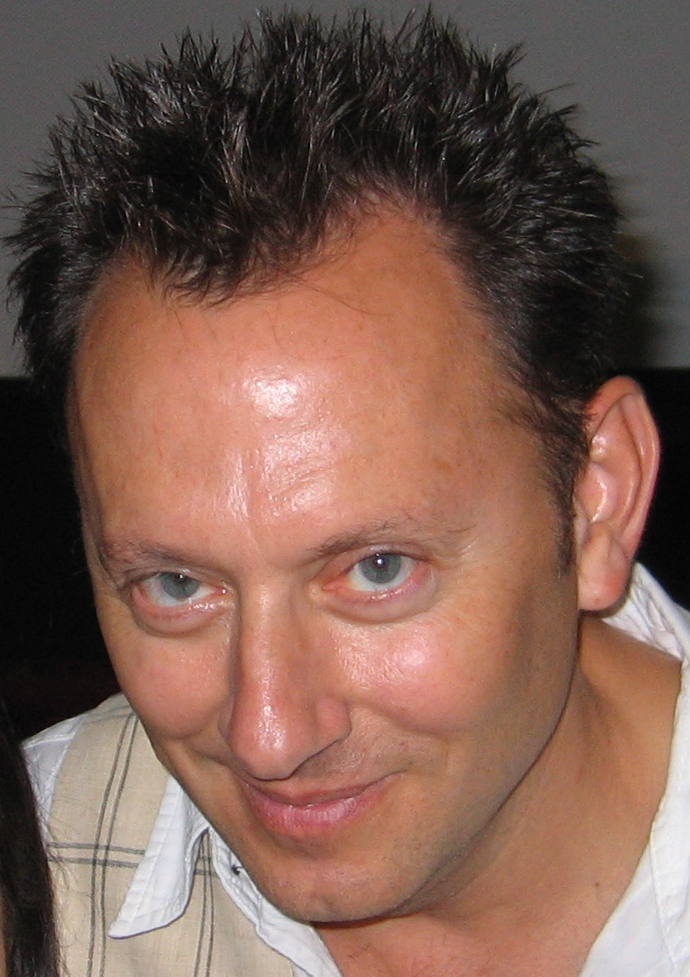
Michael Emerson, představitel Zepa Hindla

Snímek se hned po premiéře na Sundance Film Festivalu dne 29. října 2004 stal hitem. Ve Spojených státech vydělal 55 185 045 USD. V roce 2009 byla vytvořena stejnojmenná počítačová hra Saw, ve které se hráč vžije do role detektiva Tappa. O rok později byl vydán sequel Saw II: Flesh & Blood, ve kterém je hráč v roli Michaela, syna detektiva Tappa. Film byl také parodován ve filmech Scary Movie 4 a Mupeti a v seriálu Simpsonovi.
| Země  | Premiéra        | Výdělky        | Výdělky celosvětově | Rating |
| ----- | --------------- | -------------- | ------------------- | ------ |
| USA   | 29. října 2004  | 55 185 045 USD | 103 096 345 USD     | R      |
| Česko | 31. března 2005 | 54 335 USD     | 103 096 345 USD     | 18     |

## Pokračování
Film je prvním snímkem z celkem sedmi filmů. Režisér filmu James Wan se však postu režiséra ujal pouze jedinkrát. Následující snímek Saw 2 z roku 2005 režíroval již Darren Lynn Bousman. Tento film se stal zároveň nejvýdělečnějším filmem celé série. Pojednává o jiných obětech „skládačkového vraha“ Jigsawa, stejně tak, jako ostatní filmy. Jigsaw se však v roli žijícího člověka v této sérii objevuje pouze v prvních třech filmech, v ostatních jen jako vzpomínka. Kromě herečky Shawnee Smithové se bez ohledu na Tobina Bella nikdo v následujícím snímku Saw 2 znovu neobjevil. Shawnee Smithová si roli Amandy Youngové zahrála až do třetího pokračování Saw 3, které opět režíroval Darren Lynn Bousman. Ten režíroval i čtvrté pokračování Saw 4 v roce 2007 a stal se tak režisérem režírujícím největší počet filmů v sérii. Scenárista a představitel Adama Leigh Whannell napsal scénář k prvním třem filmům. O hudbu k celé sérii se postaral klavírista a hudební programátor Charlie Clouser.

## Jigsaw

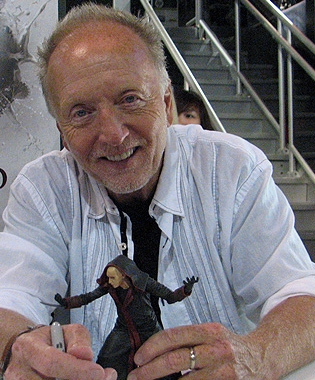
Tobin Bell, představitel „skládačkového vraha“

Jigsaw nebo také „Skládačkový vrah“ je označení pro klíčovou roli ve filmu –⁠ Johna Kramera –⁠ kterému takto přezdívala média a policie. Původně obyčejnému občanovi potratila jeho manželka, Jill Tucková, syna a následně mu byl v čelním laloku nalezen neoperovatelný nádor. Sám se dohnal k sebevraždě a způsobil autohavárii, ale přežil. Rozhodl se tak zbytek svého života věnovat zkoumání lidské psychiky zcela nelidským způsobem. Začal si všímat lidí, kteří –⁠ dle jeho názoru –⁠ svůj život zneužívali a nevážili si jej. Vytvářel pro ně nebezpečné hry, ve kterých si museli vybrat, zdali jsou pro přežití schopni vytrpět bolest nebo krutým způsobem zemřít. Nikdy však nikoho přímo nezabil. Hry nastavil tak, aby se oběti pastmi zabily samy. John byl zabit ve filmu Saw 3 přeříznutím hrdla při jedné z jeho her. V následujících dílech série se John Kramer jevil jako vzpomínka nebo jeho hlas v diktafonu promlouval na další lidi, kteří byli vybráni jako oběti. Byl mrtvý, ale jeho odkaz žil nadále.
Nemyslím si, že Jigsaw je špatný člověk. Lidé kolem možná ano, ale já jako jeho představitel stojím na jeho straně.
Tobin Bell, představitel Jigsawa, 
Jigsaw však ty, co jeho kruté hry přežili, nechal žít, ale udělal si z nich komplice. Ti Johnovi s unášením dalších lidí, kteří svůj život zanedbávali, pomáhali a stali se tak pokračovateli v Johnově díle po jeho smrti. Postava „Skládačkového vraha“ Jigsawa se od vydání filmu stala jednou z největších hororových ikon.
Většina lidí si života neváží, ale vy už ano, od této chvíle… konec hry!
Jigsaw, 

## Kritika
Režisér filmu James Wan bývá kritizován za hyper-kinetické scény podbarvené rockovou hudbou. Konkrétně v tomto filmu ji Wan použil na konci, kdy se Adam z diktafonu dozví, že Zep byl také obětí. Film je také často přirovnáván k thrilleru Sedm z roku 1995 kvůli podobným usmrcovacím metodám a počátečním iniciálám titulů obou filmů. Ve Spojených státech dostal film rating R (film je mládeži nepřístupný pod 17 let), v České republice rating 18 (film je mládeži nepřístupný pod 18 let).
Ke dni 27. prosince 2012 bylo hodnocení filmu publikem nadprůměrné. Uživatelé Česko-Slovenské filmové databáze (ČSFD) hodnotili film 83 %, na Filmové databázi (Fdb) je film publikem hodnocen 80,1% a komunita na Internet Movie Database (IMDb) hodnotí film 7,7 z 10 bodů.